# Stephen Lobo

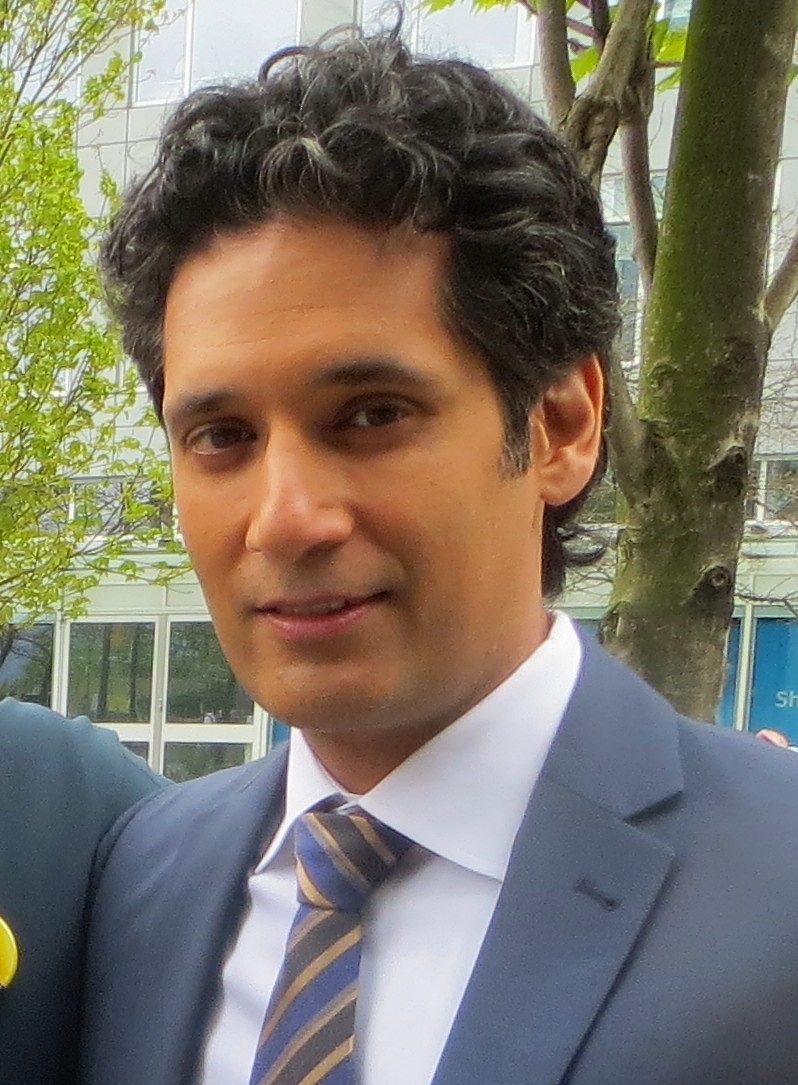
Stephen Lobo (2015)

Stephen Lobo (* 22. November 1973 in Toronto) ist ein kanadischer Schauspieler.

## Biografie
Stephen Lobo wurde 1973 in Toronto, Ontario geboren. Sein Vater, ein Goanese, ist Elektriker, der aus Tanga, Tanzania nach Kanada ausgewandert ist. Seine Mutter, die iranischer Abstammung ist, ist Krankenschwester. Stephen Lobo erlernte die Schauspielerei am Drama Centre London. Er debütierte als Filmschauspieler in einigen Nebenrollen in Fernsehserien wie Romeo!, Sue Thomas: F.B.I. und Rosemary & Thyme. Seine erste Filmrolle hatte er in Truth (2005). Von 2005 bis 2006 hatte er eine größere Rolle in der kanadischen Serie Godiva’s und spielte 2007 in den Serien Painkiller Jane und Falcon Beach mit. Von 2009 bis 2009 spielte er in Unsere kleine Moschee mit. Im Jahr 2009 war er in einer Nebenrolle in Smallville zu sehen. Von 2012 bis zur Einstellung der Serie 2015 spielte er in Continuum die Rolle des Matthew Kellog.

## Filmografie
- 2005: Truth
- 2005: Wedding Date (The Wedding Date)
- 2005–2006: Godiva’s (Fernsehserie)
- 2006: Love and Other Dilemmas (Love and Other Dilemmas)
- 2006: Kardia
- 2007: Falcon Beach (Fernsehserie)
- 2007: Painkiller Jane (Painkiller Jane, Fernsehserie, 17 Folgen)
- 2008: Bollywood Beckons
- 2008–2009: Unsere kleine Moschee (Little Mosque on the Prairie, Fernsehserie, 17 Folgen)
- 2009: Smallville (Fernsehserie, 5 Folgen)
- 2012–2014: Arctic Air (Fernsehserie, 33 Folgen)
- 2012–2015: Continuum (Fernsehserie, 39 Folgen)
- 2015: Motive (Fernsehserie, 1 Folge)
- 2016: Akte X – Die unheimlichen Fälle des FBI (The X-Files, Fernsehserie, 1 Folge)
- 2019: The Flash (Fernsehserie, Folge 6x09)
- 2019: PS Es weihnachtet sehr (Write Before Christmas. Fernsehfilm)
- 2020: Arrow (Fernsehserie, Folge 8x08)
- 2020–2022: Snowpiercer (Fernsehserie, 7 Folgen)
- 2021: Nancy Drew (Fernsehserie, 4 Folgen)
- 2021: Van Helsing (Fernsehserie, 3 Folgen)